# Cala Codolar
Cala Codolar és una petita i tranquil·la platja, orientada a ponent situada la localitat de Sant Josep de sa Talaia a 7,5 km. de la població. Disposa d'un quiosc i un restaurant.
Aquest entrant de mar en forma de ve es caracteritza per tenir unes dimensions reduïdes; uns marges abruptes i penya-segats (el costat dret està totalment ocupat per la urbanització i el seu flanc esquerre per una pineda frondosa que hi arriba fins a primera línia de la mar); un talús de sorra; un pendent suau (a 40 metres de la vora se sonda una profunditat d'un metre i mig); un embat de vent fluix durant els mesos d'estiu, bufant de terra a mar o transversalment, així com diversos escars (varadors artesanals).
Les condicions marines i subaquàtiques d'aquesta cala (dos hectòmetres d'amplada a la bocana per dos hectòmetres i mig de longitud fins a assolir terra ferma) són òptimes per fondejar una embarcació. S'hi troba exposada als vents de component sud-oest, oest i nord-oest. Es pot calar a prop de la platja, sobre un fons de sorra i alga, a una fondària que oscil·l'entre els tres i els 10 metres.
L'accés per carretera és senzill seguint atentament la senyalització viària i les desviacions. El vehicle particular es podrà estacionar de manera gratuïta pels voltants. També s'hi pot arribar fent ús del transport públic. La parada d'autobús més propera dista mig hectòmetre d'aquesta platja.
Les característiques descrites anteriorment expliquen la baixa afluència de banyistes turistes.

## Característiques
- Orientació: sud-oest.
- Composició: Arena natural de gra mitjà.
- Fons marí: arena amb algunes zones rocoses i algues.
- Entorn: Residencial.[2]